# Monika Salzer

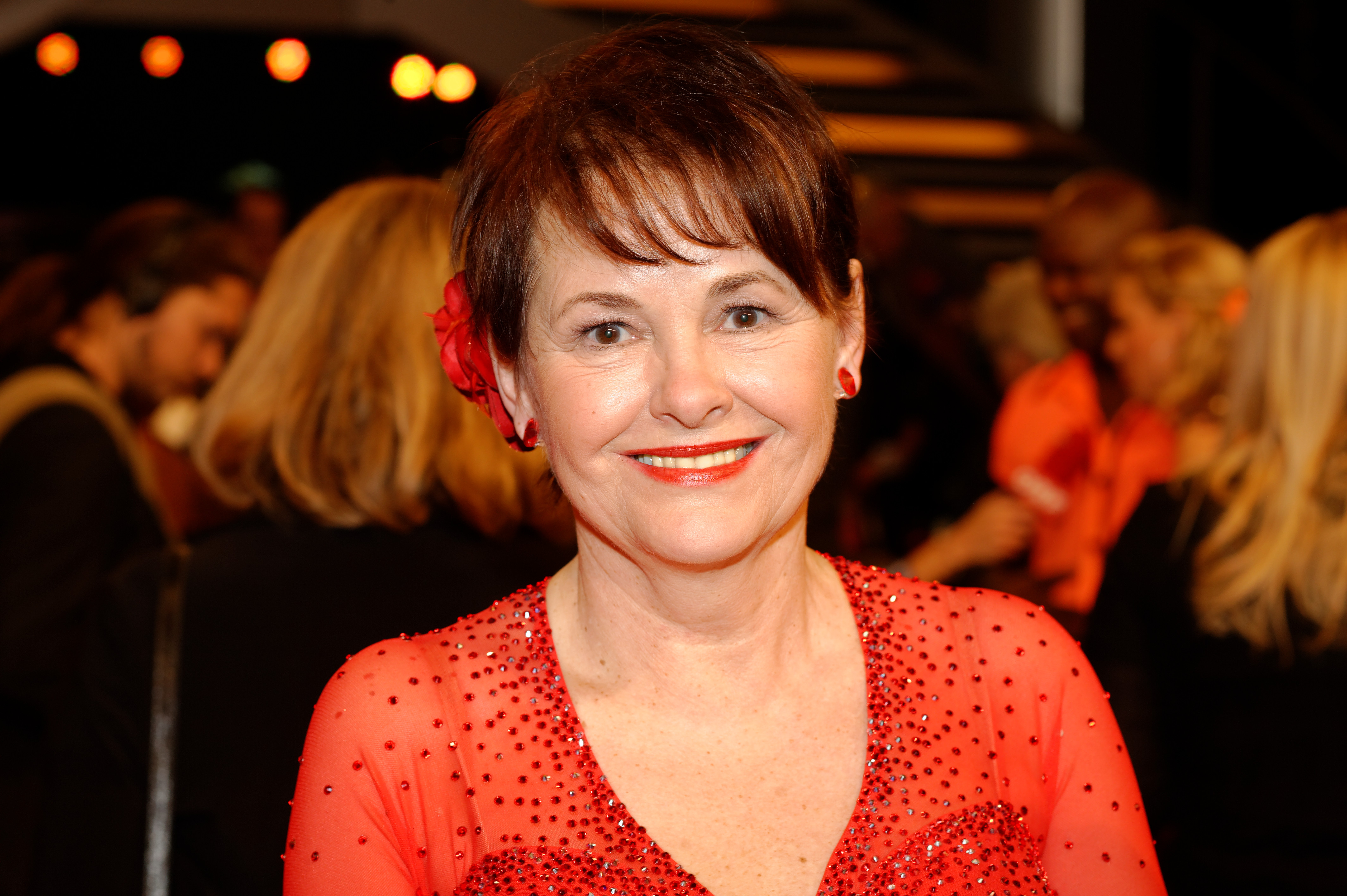
Monika Salzer (2013)

Monika Salzer (* 11. Februar 1948 in Wien) ist eine österreichische Systemische Psychotherapeutin, evangelische Theologin, Pfarrerin i. R. und Autorin. Bekannt ist sie auch als Gründerin der zivilgesellschaftlichen Plattform OMAS GEGEN RECHTS.

## Leben

### Herkunft und Ausbildung
Monika Salzer wurde in eine multikulturelle Familie geboren. Die Großeltern väterlicherseits waren Kroaten aus dem Nordburgenland, die Großmutter mütterlicherseits aus Wien, der Großvater aus Berlin. Ihre Eltern arbeiteten als Beamte in Wien.
Sie besuchte die Volksschule im 10. Bezirk am Keplerplatz, anschließend das Mädchengymnasium Rahlgasse – die älteste Bildungsanstalt für Frauen in Wien – bis zur Matura. Danach machte sie eine Ausbildung zur Med. Techn. Laborassistentin am Allgemeinen Krankenhaus in Wien, die sie mit Diplom abschloss. Anschließend studierte sie von 1968 bis 1970 Psychologie an der Universität Wien. Von 1977 bis 1983 studierte sie Evangelische Theologie und schloss mit dem Magisterium ab.

### Berufliche Tätigkeiten
Salzer arbeitete von 1983 bis 1985 in einem Forschungsprojekt, vom Fonds zur Förderung der wissenschaftlichen Forschung (FWF) finanziert, als Seelsorgerin im Orthopädischen Krankenhaus Gersthof und schrieb den Abschlussbericht: Klinische Seelsorge an schwersterkrankten Jugendlichen und jungen Erwachsenen.
Die kirchliche Ausbildung zum geistlichen Amt absolvierte Salzer von 1985 bis 1987, während der sie auch in der Krankenhausseelsorge und im Unterricht arbeitete. Den Abschluss bildete 1989 die Ordination. In der Folge war sie 10 Jahre im Wiener Kaiser-Franz-Josef-Spital als Krankenhausseelsorgerin tätig. In dieser Zeit gründete und leitete sie eine professionelle Ausbildung für ehrenamtliche Seelsorgerinnen und den „Gottesdienst für Trauernde“ in der Lutherischen Stadtkirche, sowie im Oktober 1992 das Zentrum für Seelsorge und Kommunikation (SeKo) der Evangelischen Kirche A.B. (als Verein im Jahr 1994), das über 13 Jahre Seminare zu den Themen Sterbe- und Trauerbegleitung für unterschiedliche Berufsgruppen anbot. Auch zum Thema Management wurden Kurse für kirchliche Mitarbeiterinnen durchgeführt.
Salzer besuchte das Linzer Institut für Systematische Therapie (IFS) und absolvierte die Ausbildung zur Systemischen Psychotherapeutin von 1988 bis 1992. Seither arbeitet sie in freier Praxis.
Von 2002 bis 2004 absolvierte sie eine Ausbildung in Systemischer Organisationsentwicklung an der Fakultät für Interdisziplinäre Forschung und Fortbildung und erwarb den Master of Advanced Studies. Mit Michael Bünker, damals Direktor der Evangelischen Religionspädagogischen Akademie, und Thomas Krobath, derzeit Kirchliche Pädagogische Hochschule Wien/Krems, initiierte Salzer einen gesamtkirchlichen Organisationentwicklungsprozess, den sie von 2002 bis 2004 als Projektleiterin begleitete.
Anschließend leitete sie in der Evangelischen Diözese A.B. Wien ein Projekt, das zum Ziel hatte, die organisatorische, historisch gewachsene Doppelstruktur aufzulösen. Sie übernahm außerdem bis zur Pensionierung die Öffentlichkeitsarbeit der Diözese.
Salzer war von 2006 bis zumindest 2017 abwechselnd mit Ingrid Bachler und Pfarrerin Ingrid Tschank Kolumnistin der Reihe „Im Gespräch“ in der Sonntagsbeilage Krone Bunt der Kronen Zeitung tätig.

### Zivilgesellschaftliches Engagement
2017 gründete Salzer die zivilgesellschaftlichen Plattform OMAS GEGEN RECHTS auf Facebook, die mittlerweile in allen österreichischen Bundesländern und mit rund 100 Zweiggruppen in Deutschland und Südtirol vertreten ist. Gemeinsam mit Susanne Scholl gestaltet sie auch die Öffentlichkeitsarbeit der Plattform. Im Mai 2018 wurde mit OMAS GEGEN RECHTS – Plattform für zivilgesellschaftlichen Protest ein zugehöriger Verein nach österreichischem Vereinsrecht gegründet, dessen Obfrau Monika Salzer und Obfrau-Stellvertreterin Susanne Scholl sind.

### Privates
Monika Salzer ist mit Martin Salzer (* 1931 in Wien) verheiratet, einem orthopädischen Chirurgen, Universitätsprofessor und Spezialisten für Knochentumore sowie Gründer von Austrian Doctors for Disabled und Doctors for Disabled International. Sie ist Mutter von zwei leiblichen Kindern (Tochter, * 1970; Sohn, * 1974) und von zwei Stiefkindern sowie Großmutter mehrerer Enkel- und Stiefenkelkinder. Das Ehepaar lebt im niederösterreichischen Eichgraben.
Salzer nahm 2013 an der achten Staffel der Tanzshow Dancing Stars teil und erreichte mit ihrem Tanzpartner Florian Gschaider den achten Platz.

## Veröffentlichungen
- Monika Salzer, Joachim Gubba (Hrsg.): Zwischen den Welten. Medizin im Dialog. Festschrift für Martin Salzer. Rebell, Wien 1996, ISBN 978-3-9500516-0-5.
- Vom Christbaum zur Ringstraße. Evangelisches Wien. Mit Peter Karner. Picus, Wien 2008, ISBN 978-3-85452-636-0.
- OMAS GEGEN RECHTS. Warum wir für die Zukunft unserer Enkel kämpfen. Droemer-Knaur, München 2019, ISBN 978-3-426-27811-6.